# Clytosaurus
Clytosaurus is een kevergeslacht uit de familie van de boktorren (Cerambycidae). De wetenschappelijke naam van het geslacht werd voor het eerst geldig gepubliceerd in 1864 door Thomson.

## Soorten
Clytosaurus omvat de volgende soorten:
- Clytosaurus priapus Thomson, 1864
- Clytosaurus siamensis Jordan, 1894